# Puerto de Karakórum
El puerto de Karakórum ( en hindi: क़राक़रम दर्रा  ; en chino simplificado, 喀喇昆仑山口 ) es un puerto de montaña a  5.540 m entre India y China en la cordillera del Karakórum. Es el paso más alto en la antigua ruta de las caravanas entre Leh en Ladakh y Yarkand en la Cuenca del Tarim. 'Karakórum' significa literalmente 'Grava negra' en turco.
Históricamente, la gran altitud del paso y la falta de forraje fueron responsables de la muerte de innumerables animales de carga, y la ruta era conocida por el rastro de huesos esparcidos en el camino. Hay una ausencia casi total de vegetación en los accesos al paso.
Viajar hacia el sur desde el paso implicaba una marcha de tres días a través de las áridas llanuras de Depsang a aproximadamente 5.300 m . Al norte, el país estaba algo menos desolado e involucraba a los viajeros que cruzaban el Suget Dawan (o puerto de Suget ) relativamente fácil y más bajo, antes de llegar a los exuberantes pastizales alrededor de Shahidullah o Xaidulla en el valle superior del río Karakash. 
Era un paso tan conocido que su nombre vino a imprimir el nombre de todo el macizo que lo atravesaba, la Cordillera del Karakórum. 
El puerto está en un collado entre dos montañas y tiene unos 45 m de ancho. No hay vegetación ni capa de hielo y generalmente está libre de nieve debido a los vientos. Las temperaturas son bajas, a menudo hay vientos muy fuertes, las ventiscas son frecuentes. A pesar de todo esto, el puerto de Karakórum se consideró un paso relativamente fácil debido al ascenso gradual en ambos lados y la falta de nieve y hielo en verano y durante gran parte del año. En consecuencia, el puerto estaba abierto durante la mayor parte del año. No hay una carretera cómoda a través del paso, y actualmente permanece cerrado a todo el tráfico civil, ya que se trata de un puerto estratégico en cuyo lugar lugar confluyen carreteras militares de China y India. El motivo es que esta justo en la línea provisional fronteriza entre ambos países, LAC, haciendo frontera entre la región de Ladakh y Aksai Chin. Ambas regiones administradas por India y China respectivamente pero reclamadas por ambos países como parte legítimo de su territorio. 
Es una de las áreas más conflictivas del mundo como consecuencia de las tensiones militares entre los países fronterizos.  

## Problemas geopolíticos
El puerto de Karakórum cae en el límite del estado indio de Jammu y Cachemira y China ( Región Autónoma de Xinjiang ). 
También juega un papel geográfico importante en la disputa entre Pakistán e India sobre el control del área del glaciar de Siachen, inmediatamente al oeste del paso. Esta situación surgió del Acuerdo Simla, firmado en 1972 entre India y Pakistán, cuando el tratado no especificó nada para los últimos 100 km o menos de la línea de alto el fuego desde el final de la Línea de Control hasta la frontera con China. 
Herman y Robert Schlagintweit fueron los primeros europeos en pisar el paso de Karakórum en 1856. En 1946, el paso fue cerrado por el ejército chino, que controla el puerto de montaña. El paso Karakórum ahora es prestado exclusivamente por vehículos militares. A un fotógrafo británico se le permitió tomar fotografías en 1997.
En un tratado de 1963 para marcar la frontera entre China y Pakistán en relación con el tramo de la Transkarakoram, hacía referencia un posible tripunto en el puerto de Karakórum entre China, India y Pakistán, pero la India no tomó parte en ese tratado ni en ningún acuerdo sobre un tripunto. El tripunto de facto actual está aproximadamente a 100 km al oeste del puerto cerca del collado Indira en Siachen Muztagh, donde la línea de posición de tierra real entre las fuerzas indias y paquistaníes se encuentra con la frontera con China. 
Es una región altamente militarizada. Desde la India se accede desde la carretera de acceso a Daulat Bet Oldie . Por China los accesos son más rápidos vía terrerstre, básicamente a través de la carretera recién ampliada conocida como Hashen Highway. Carretera asfaltada con 2 vías de enlace hacia ella, la carretera nacional China National Highway G219 al Norte y por el Este tiene otro acceso más peliagudo por la carretera conocida como Tianshen Highway teniendo que cruzar las llanuras Karatagh.  